# 光华街道 (辽阳市)
光华街道，是中华人民共和国辽宁省辽阳市宏伟区下辖的一个乡镇级行政单位。2020年4月，光华街道并入长征街道。

## 行政区划
光华街道下辖以下地区：
仙鹤湖东社区、仙鹤湖西社区、富华社区和美林园社区。